# Liste des monuments historiques d'Ekeren
Cette page regroupe l'ensemble des monuments classés du district d'Ekeren dans la ville d'Anvers.
| Objet                                                     | Statut du classement? | Année de construction/architecte | Section communale | Adresse                       | Coordonnées                      | Numéro d'inventaire | Illustration                                     |
| --------------------------------------------------------- | --------------------- | -------------------------------- | ----------------- | ----------------------------- | -------------------------------- | ------------------- | ------------------------------------------------ |
| (nl) Groepsbebouwing huizen                               |                       |                                  | Ekeren            | De Beukelaerlaan 1            | 51° 16′ 35″ nord, 4° 25′ 10″ est | 11354               | (nl) Groepsbebouwing huizen                      |
| (nl) Groepsbebouwing huizen                               |                       |                                  | Ekeren            | De Beukelaerlaan 2            | 51° 16′ 35″ nord, 4° 25′ 10″ est | 11354               | (nl) Groepsbebouwing huizen                      |
| (nl) Groepsbebouwing huizen                               |                       |                                  | Ekeren            | De Beukelaerlaan 3            | 51° 16′ 35″ nord, 4° 25′ 10″ est | 11354               | (nl) Groepsbebouwing huizen                      |
| (nl) Groepsbebouwing huizen                               |                       |                                  | Ekeren            | De Beukelaerlaan 4            | 51° 16′ 35″ nord, 4° 25′ 10″ est | 11354               | (nl) Groepsbebouwing huizen                      |
| (nl) Groepsbebouwing huizen                               |                       |                                  | Ekeren            | De Beukelaerlaan 5            | 51° 16′ 35″ nord, 4° 25′ 10″ est | 11354               | (nl) Groepsbebouwing huizen                      |
| (nl) Groepsbebouwing huizen                               |                       |                                  | Ekeren            | De Beukelaerlaan 6            | 51° 16′ 35″ nord, 4° 25′ 10″ est | 11354               | (nl) Groepsbebouwing huizen                      |
| (nl) Groepsbebouwing huizen                               |                       |                                  | Ekeren            | De Beukelaerlaan 7            | 51° 16′ 35″ nord, 4° 25′ 10″ est | 11354               | (nl) Groepsbebouwing huizen                      |
| (nl) Groepsbebouwing huizen                               |                       |                                  | Ekeren            | De Beukelaerlaan 8            | 51° 16′ 35″ nord, 4° 25′ 10″ est | 11354               | (nl) Groepsbebouwing huizen                      |
| (nl) Groepsbebouwing huizen                               |                       |                                  | Ekeren            | De Beukelaerlaan 10           | 51° 16′ 35″ nord, 4° 25′ 10″ est | 11354               | (nl) Groepsbebouwing huizen                      |
| (nl) Groepsbebouwing huizen                               |                       |                                  | Ekeren            | De Beukelaerlaan 12           | 51° 16′ 35″ nord, 4° 25′ 10″ est | 11354               | (nl) Groepsbebouwing huizen                      |
| (nl) Groepsbebouwing huizen                               |                       |                                  | Ekeren            | De Beukelaerlaan 14           | 51° 16′ 35″ nord, 4° 25′ 10″ est | 11354               | (nl) Groepsbebouwing huizen                      |
| (nl) Groepsbebouwing huizen                               |                       |                                  | Ekeren            | De Beukelaerlaan 16           | 51° 16′ 35″ nord, 4° 25′ 10″ est | 11354               | (nl) Groepsbebouwing huizen                      |
| (nl) Groepsbebouwing huizen                               |                       |                                  | Ekeren            | De Beukelaerlaan 18           | 51° 16′ 35″ nord, 4° 25′ 10″ est | 11354               | (nl) Groepsbebouwing huizen                      |
| (nl) "Landhuis" Nieuwe Zakelijkheid                       |                       |                                  | Ekeren            | De Beukelaerlaan 72           | 51° 16′ 27″ nord, 4° 25′ 06″ est | 11355               | (nl) "Landhuis" Nieuwe Zakelijkheid              |
| (nl) Drie winkelhuizen                                    |                       |                                  | Ekeren            | Dorpstraat 27                 | 51° 16′ 45″ nord, 4° 25′ 09″ est | 11356               | (nl) Drie winkelhuizen                           |
| (nl) Drie winkelhuizen                                    |                       |                                  | Ekeren            | Dorpstraat 29                 | 51° 16′ 45″ nord, 4° 25′ 09″ est | 11356               | (nl) Drie winkelhuizen                           |
| (nl) Drie winkelhuizen                                    |                       |                                  | Ekeren            | Dorpstraat 31                 | 51° 16′ 45″ nord, 4° 25′ 09″ est | 11356               | (nl) Drie winkelhuizen                           |
| (nl) Bejaardentehuis "Sint-Vincentius"                    |                       |                                  | Ekeren            | Dorpstraat 32                 | 51° 16′ 47″ nord, 4° 25′ 06″ est | 11357               | (nl) Bejaardentehuis "Sint-Vincentius"           |
| (nl) Mariakapel, neoclassicistische zaalkerk              |                       |                                  | Ekeren            | Groot Hagelkruis 2            | 51° 16′ 41″ nord, 4° 25′ 04″ est | 11360               | (nl) Mariakapel, neoclassicistische zaalkerk     |
| (nl) "Werfken", steegje met woningen                      |                       |                                  | Ekeren            | Groot Hagelkruis 56           | 51° 16′ 37″ nord, 4° 24′ 55″ est | 11361               | Téléverser                                       |
| (nl) "Werfken", steegje met woningen                      |                       |                                  | Ekeren            | Groot Hagelkruis 58           | 51° 16′ 37″ nord, 4° 24′ 55″ est | 11361               | Téléverser                                       |
| (nl) "Werfken", steegje met woningen                      |                       |                                  | Ekeren            | Groot Hagelkruis 60           | 51° 16′ 37″ nord, 4° 24′ 55″ est | 11361               | Téléverser                                       |
| (nl) "Werfken", steegje met woningen                      |                       |                                  | Ekeren            | Groot Hagelkruis 62           | 51° 16′ 37″ nord, 4° 24′ 55″ est | 11361               | Téléverser                                       |
| (nl) "Werfken", steegje met woningen                      |                       |                                  | Ekeren            | Groot Hagelkruis 64           | 51° 16′ 37″ nord, 4° 24′ 55″ est | 11361               | (nl) "Werfken", steegje met woningen             |
| (nl) "Werfken", steegje met woningen                      |                       |                                  | Ekeren            | Groot Hagelkruis 66           | 51° 16′ 37″ nord, 4° 24′ 55″ est | 11361               | Téléverser                                       |
| (nl) "Werfken", steegje met woningen                      |                       |                                  | Ekeren            | Groot Hagelkruis 68           | 51° 16′ 37″ nord, 4° 24′ 55″ est | 11361               | Téléverser                                       |
| (nl) "Werfken", steegje met woningen                      |                       |                                  | Ekeren            | Groot Hagelkruis 70           | 51° 16′ 37″ nord, 4° 24′ 55″ est | 11361               | Téléverser                                       |
| (nl) "Werfken", steegje met woningen                      |                       |                                  | Ekeren            | Groot Hagelkruis 74           | 51° 16′ 37″ nord, 4° 24′ 55″ est | 11361               | Téléverser                                       |
| (nl) "Werfken", steegje met woningen                      |                       |                                  | Ekeren            | Groot Hagelkruis 76           | 51° 16′ 37″ nord, 4° 24′ 55″ est | 11361               | Téléverser                                       |
| (nl) Woning in Nieuwe Zakelijkheid                        |                       |                                  | Ekeren            | Kattenberg 101                | 51° 16′ 54″ nord, 4° 24′ 50″ est | 11363               | (nl) Woning in Nieuwe Zakelijkheid               |
| (nl) Rijhuizen                                            |                       |                                  | Ekeren            | Kattenberg 125                | 51° 16′ 56″ nord, 4° 24′ 47″ est | 11364               | (nl) Rijhuizen                                   |
| (nl) Rijhuizen                                            |                       |                                  | Ekeren            | Kattenberg 127                | 51° 16′ 56″ nord, 4° 24′ 47″ est | 11364               | (nl) Rijhuizen                                   |
| (nl) Withoef of Schranshoeve                              |                       |                                  | Ekeren            | Klein Hagelkruis 64           | 51° 16′ 30″ nord, 4° 24′ 45″ est | 11365               | (nl) Withoef of Schranshoeve                     |
| (nl) Eengezinswoning                                      |                       |                                  | Ekeren            | Kristus-Koningplein 4         | 51° 16′ 40″ nord, 4° 25′ 09″ est | 11366               | (nl) Eengezinswoning                             |
| (nl) Hoekcomplex                                          |                       |                                  | Ekeren            | Kristus-Koningplein 11        | 51° 16′ 43″ nord, 4° 25′ 11″ est | 11367               | (nl) Hoekcomplex                                 |
| (nl) Peperkoekenhuizeke                                   |                       |                                  | Ekeren            | Lindenlei 11                  | 51° 16′ 43″ nord, 4° 25′ 37″ est | 11368               | Téléverser                                       |
| (nl) Standbeeld van Leopold II                            |                       |                                  | Ekeren            | Markt                         | 51° 16′ 38″ nord, 4° 25′ 06″ est | 11369               | (nl) Standbeeld van Leopold II                   |
| (nl) Parochiekerk Sint-Lambertus                          | Oui                   |                                  | Ekeren            | Markt                         | 51° 16′ 38″ nord, 4° 25′ 06″ est | 11370               | (nl) Parochiekerk Sint-Lambertus                 |
| (nl) "Sint-Joris", dubbelhuis                             |                       |                                  | Ekeren            | Markt 2                       | 51° 16′ 40″ nord, 4° 25′ 07″ est | 11371               | Téléverser                                       |
| (nl) Breedhuis "Dit huis is genaamd de Noteboom"          |                       |                                  | Ekeren            | Markt 10                      | 51° 16′ 39″ nord, 4° 25′ 09″ est | 11372               | (nl) Breedhuis "Dit huis is genaamd de Noteboom" |
| (nl) Gemeentehuis, neoclassicistisch dubbelhuis           |                       |                                  | Ekeren            | Markt 20                      | 51° 16′ 40″ nord, 4° 25′ 04″ est | 11373               | (nl) Gemeentehuis, neoclassicistisch dubbelhuis  |
| (nl) "Rozenhof", landhuis in cottagestijl                 |                       |                                  | Ekeren            | Onze-Lieve-Vrouwstraat 3      | 51° 16′ 51″ nord, 4° 26′ 08″ est | 11374               | Téléverser                                       |
| (nl) Landhuis                                             |                       |                                  | Ekeren            | Onze-Lieve-Vrouwstraat 29     | 51° 16′ 44″ nord, 4° 26′ 07″ est | 11375               | Téléverser                                       |
| (nl) Woning in cottagestijl                               |                       |                                  | Ekeren            | Onze-Lieve-Vrouwstraat 33     | 51° 16′ 43″ nord, 4° 26′ 07″ est | 11376               | Téléverser                                       |
| (nl) Villa "De Ooyvaer"                                   |                       |                                  | Ekeren            | Onze-Lieve-Vrouwstraat 49     | 51° 16′ 39″ nord, 4° 26′ 06″ est | 11377               | Téléverser                                       |
| (nl) Woonstalhuis                                         |                       |                                  | Ekeren            | Oorderseweg 7                 | 51° 16′ 43″ nord, 4° 24′ 57″ est | 11378               | (nl) Woonstalhuis                                |
| (nl) "Woning Denissen", rijwoning                         |                       |                                  | Ekeren            | Oosterlinckhoflaan 3          | 51° 16′ 47″ nord, 4° 25′ 34″ est | 11379               | Téléverser                                       |
| (nl) "Gulden Huys" herenhuis                              |                       |                                  | Ekeren            | Steenstraat 51                | 51° 16′ 33″ nord, 4° 25′ 01″ est | 11385               | (nl) "Gulden Huys" herenhuis                     |
| (nl) "Gulden Huys" herenhuis                              |                       |                                  | Ekeren            | Steenstraat 53                | 51° 16′ 33″ nord, 4° 25′ 01″ est | 11385               | (nl) "Gulden Huys" herenhuis                     |
| (nl) Dubbelhuis                                           |                       |                                  | Ekeren            | Steenstraat 101               | 51° 16′ 26″ nord, 4° 25′ 02″ est | 11386               | (nl) Dubbelhuis                                  |
| (nl) Woningen                                             |                       |                                  | Ekeren            | Steenstraat 16                | 51° 16′ 38″ nord, 4° 25′ 03″ est | 11387               | (nl) Woningen                                    |
| (nl) Woningen                                             |                       |                                  | Ekeren            | Steenstraat 18                | 51° 16′ 38″ nord, 4° 25′ 03″ est | 11387               | (nl) Woningen                                    |
| (nl) Neoclassicistisch ensemble                           |                       |                                  | Ekeren            | Steenstraat 37                | 51° 16′ 35″ nord, 4° 25′ 00″ est | 11388               | (nl) Neoclassicistisch ensemble                  |
| (nl) Neoclassicistisch ensemble                           |                       |                                  | Ekeren            | Steenstraat 39                | 51° 16′ 35″ nord, 4° 25′ 00″ est | 11388               | (nl) Neoclassicistisch ensemble                  |
| (nl) "Hof Mertens" of "Gulden Poort", kasteeltje          |                       |                                  | Ekeren            | Veltwijcklaan 1               | 51° 16′ 36″ nord, 4° 25′ 10″ est | 11389               | Téléverser                                       |
| (nl) Rijkswachterkazerne                                  |                       |                                  | Ekeren            | Veltwijcklaan 17              | 51° 16′ 38″ nord, 4° 25′ 15″ est | 11390               | Téléverser                                       |
| (nl) Rijkswachterkazerne                                  |                       |                                  | Ekeren            | Veltwijcklaan 19              | 51° 16′ 38″ nord, 4° 25′ 15″ est | 11390               | Téléverser                                       |
| (nl) "Hof van Veltwijck", waterkasteel                    | Oui                   |                                  | Ekeren            | Veltwijcklaan 27              | 51° 16′ 35″ nord, 4° 25′ 28″ est | 11391               | Téléverser                                       |
| (nl) "Kapel Onze-Lieve-Vrouw van de Bist" of "Bistkapel"  |                       |                                  | Ekeren            | Veltwijcklaan 107             | 51° 16′ 47″ nord, 4° 25′ 45″ est | 11392               | Téléverser                                       |
| (nl) Dorpswoning                                          |                       |                                  | Ekeren            | Veltwijcklaan 18              | 51° 16′ 39″ nord, 4° 25′ 13″ est | 11394               | Téléverser                                       |
| (nl) Dorpswoning                                          |                       |                                  | Ekeren            | Veltwijcklaan 20              | 51° 16′ 39″ nord, 4° 25′ 13″ est | 11394               | Téléverser                                       |
| (nl) Woning Nijs                                          |                       |                                  | Ekeren            | Veltwijcklaan 42              | 51° 16′ 40″ nord, 4° 25′ 18″ est | 11395               | Téléverser                                       |
| (nl) "Hof De Oude Eik", woningen                          |                       |                                  | Ekeren            | Veltwijcklaan 56              | 51° 16′ 42″ nord, 4° 25′ 20″ est | 11396               | Téléverser                                       |
| (nl) "Hof De Oude Eik", woningen                          |                       |                                  | Ekeren            | Veltwijcklaan 58              | 51° 16′ 42″ nord, 4° 25′ 20″ est | 11396               | Téléverser                                       |
| (nl) "Hof De Oude Eik", woningen                          |                       |                                  | Ekeren            | Veltwijcklaan 60              | 51° 16′ 42″ nord, 4° 25′ 20″ est | 11396               | Téléverser                                       |
| (nl) Rijhuis                                              |                       |                                  | Ekeren            | Veltwijcklaan 116             | 51° 16′ 47″ nord, 4° 25′ 31″ est | 11397               | Téléverser                                       |
| (nl) "Kasteel Moretushof" of "Hof della Faille"           |                       |                                  | Ekeren            | Veltwijcklaan 180             | 51° 16′ 51″ nord, 4° 25′ 44″ est | 11398               | Téléverser                                       |
| (nl) Station (gare)                                       |                       |                                  | Ekeren            | Veltwijcklaan 222             | 51° 16′ 54″ nord, 4° 26′ 03″ est | 11399               | (nl) Station (gare)                              |
| (nl) "Hof De Bist", of "Hof van Guyot", kasteel           |                       |                                  | Ekeren            | Veltwijcklaan 252             | 51° 16′ 56″ nord, 4° 26′ 28″ est | 11400               | Téléverser                                       |
| (nl) Landhuis "Villa Mireille"                            |                       |                                  | Ekeren            | Kapelsesteenweg 201           | 51° 16′ 31″ nord, 4° 27′ 18″ est | 11402               | Téléverser                                       |
| (nl) Landhuis                                             |                       |                                  | Ekeren            | Kapelsesteenweg 353           | 51° 16′ 49″ nord, 4° 27′ 07″ est | 11403               | Téléverser                                       |
| (nl) Hoeve met woonstalhuis                               |                       |                                  | Ekeren            | Laar 11                       | 51° 16′ 07″ nord, 4° 26′ 26″ est | 11406               | Téléverser                                       |
| (nl) Hoeve                                                |                       |                                  | Ekeren            | Laar 63                       | 51° 16′ 07″ nord, 4° 26′ 40″ est | 11407               | Téléverser                                       |
| (nl) Hoeve                                                |                       |                                  | Ekeren            | Laar 30                       | 51° 16′ 08″ nord, 4° 26′ 30″ est | 11408               | Téléverser                                       |
| (nl) Heden Sint-Lucaskliniek                              |                       |                                  | Ekeren            | Laar 140                      | 51° 16′ 15″ nord, 4° 26′ 54″ est | 11409               | Téléverser                                       |
| (nl) Stedelijke basisschool Ter Donk                      |                       |                                  | Ekeren            | Pastoor Goetschalckxstraat 57 | 51° 16′ 40″ nord, 4° 27′ 03″ est | 11410               | Téléverser                                       |
| (nl) Stedelijke basisschool Ter Donk                      |                       |                                  | Ekeren            | Pastoor Goetschalckxstraat 59 | 51° 16′ 40″ nord, 4° 27′ 03″ est | 11410               | Téléverser                                       |
| (nl) Enkelhuis art nouveau                                |                       |                                  | Ekeren            | Pastoor Goetschalckxstraat 50 | 51° 16′ 42″ nord, 4° 27′ 05″ est | 11411               | Téléverser                                       |
| (nl) Pastorie Heilig Hart van de Jezuskerk                |                       |                                  | Ekeren            | Prinshoeveweg 29              | 51° 16′ 48″ nord, 4° 27′ 04″ est | 11412               | Téléverser                                       |
| (nl) "Sint-Jozefinstituut"                                |                       |                                  | Ekeren            | Prinshoeveweg 46              | 51° 16′ 46″ nord, 4° 27′ 01″ est | 11413               | Téléverser                                       |
| (nl) Landhuis                                             |                       |                                  | Ekeren            | Prinshoeveweg 126             | 51° 16′ 44″ nord, 4° 26′ 45″ est | 11414               | Téléverser                                       |
| (nl) "Prinshoeve", hoeve, "Hoogstratenhof"                |                       |                                  | Ekeren            | Prinshoeveweg 206             | 51° 16′ 41″ nord, 4° 26′ 32″ est | 11415               | Téléverser                                       |
| (nl) "Mariahoeve", hoeve                                  |                       |                                  | Ekeren            | Puihoek 78                    | 51° 17′ 43″ nord, 4° 25′ 18″ est | 11416               | Téléverser                                       |
| (nl) Landhuis in cottagestijl                             |                       |                                  | Ekeren            | Bist 47                       | 51° 17′ 06″ nord, 4° 26′ 21″ est | 11417               | Téléverser                                       |
| (nl) Woning in cottagestijl                               |                       |                                  | Ekeren            | Bist 54                       | 51° 17′ 09″ nord, 4° 26′ 18″ est | 11418               | Téléverser                                       |
| (nl) Landhuis in cottagestijl                             |                       |                                  | Ekeren            | Bist 66                       | 51° 17′ 13″ nord, 4° 26′ 21″ est | 11419               | Téléverser                                       |
| (nl) Landhuis in cottagestijl                             |                       |                                  | Ekeren            | Edward Caertsstraat 39        | 51° 17′ 20″ nord, 4° 26′ 11″ est | 11420               | Téléverser                                       |
| (nl) Hoeve                                                |                       |                                  | Ekeren            | Schriek 87                    | 51° 17′ 17″ nord, 4° 25′ 19″ est | 11421               | Téléverser                                       |
| (nl) Parochiekerk Onze-Lieve-Vrouw Altijddurende Bijstand |                       |                                  | Ekeren            | Van De Weyngaertplein 1       | 51° 17′ 39″ nord, 4° 26′ 21″ est | 11424               | Téléverser                                       |
| (nl) Neogotisch getint enkelhuis                          |                       |                                  | Ekeren            | Kloosterstraat 80             | 51° 16′ 55″ nord, 4° 25′ 02″ est | 83588               | Téléverser                                       |
| (nl) Woning Van den Bosch-Wouters                         |                       |                                  | Ekeren            | Schepersveldlei 74            |                                  | 212414              | Téléverser                                       |